# 2022년 전미 비평가 협회상
제57회 전미 비평가 협회상은 2022년 최고의 영화를 기리기 위해 2023년 1월에 열린 시상식이다.

## 수상 및 후보

### 작품상
- TAR 타르 - 토드 필드 수상
- 애프터썬 - 샬롯 웰스
- 노 베어스 - 자파르 파나히

### 감독상
- 애프터썬 - 샬롯 웰스 수상
- 헤어질 결심 - 박찬욱
- 노 베어스 - 자파르 파나히

### 여우주연상
- TAR 타르 - 케이트 블란쳇 수상
- 에브리씽 에브리웨어 올 앳 원스 - 양자경
- 디 이터널 도터 - 틸다 스윈튼
- 더 파벨먼스 - 미셸 윌리엄스

### 남우주연상
- 콜린 파렐 - 애프터 양 수상
- 애프터썬 - 폴 메스칼
- 리빙 - 빌 나이

### 여우조연상
- 이니셰린의 밴시 - 케리 콘돈 수상
- TAR 타르 - 니나 호스
- 슬픔의 삼각형 - 돌리 드 레옹

### 남우조연상
- 에브리씽 에브리웨어 올 앳 원스 - 키 호이 콴 수상
- 더 브릿지 - 브라이언 타이리 헨리
- 이니셰린의 밴시 - 배리 케오간

### 각본상
- TAR 타르 - 토드 필드 수상
- 이니셰린의 밴시 - 마틴 맥도나
- 아마겟돈 타임 - 제임스 그레이

### 촬영상
- 에오 - Michał Dymek 수상
- 놉 - 호이트 반 호이테마
- 헤어질 결심 - 김지용

### 필름 헤리티지상
- 제닌 베이싱어 수상
- Jon Dieringer 수상
- Sheila Benson 수상

### 외국어영화상
- 에오 - 예르지 스콜리모프스키 수상
- 노 베어스 - 자파르 파나히
- 헤어질 결심 - 박찬욱

### 다큐멘터리상
- 올 더 뷰티 앤 더 블러드쉐드 - 로라 포이트러스 수상
- 디센던트 - 마가렛 브라운
- 숨쉬는 모든 것 - 샤우낙 센